# Planet der Monster (1977)
Planet der Monster, auch Planet der Dinosaurier, (Originaltitel: Planet of the Dinosaurs, auch: Planet of Dinosaurs) ist ein US-amerikanischer Science-Fiction-Film aus dem Jahr 1977 von James K. Shea. Das Drehbuch basiert auf einer Erzählung von Jim Aupperle.

## Handlung
Nach einem Maschinenschaden sieht sich der Kommandant des Raumschiffes Odyssey, Captain Norsythe, gezwungen, auf einem unbekannten Planeten notzulanden. Das Raumschiff ist Lichtjahre von der Erde entfernt, die einzige Möglichkeit zu einer Landung bietet ein erdähnlicher Planet, der über eine Atmosphäre verfügt. Das Schiff landet in einem See. Die Kommunikationsoffizierin Cindy bemerkt erst an Land, dass sie das Funkgerät an Bord des Raumschiffes gelassen hat. Mit dem Mannschaftskameraden Chuck versucht sie, das Gerät zu bergen, doch sie wird von einem unbekannten Meereswesen angegriffen und getötet. Chuck kann ans Ufer fliehen, jedoch ohne Funkgerät.
Die acht überlebenden Besatzungsmitglieder machen sich auf, den unbekannten Planeten zu erkunden. Die Gruppe verfügt über zwei Laserwaffen, von denen Derna eine verliert. Als sie einem Geschöpf begegnen, das wie ein Brontosaurus aussieht, erkennen sie, dass sie auf einem Planeten gestrandet sind, der ähnliche Lebensformen wie die Erde aufweist, doch um Millionen von Jahren jünger sein muss. Nachdem Charlotte herausgefunden hat, dass die Pflanzenwelt, insbesondere die Beeren, giftig sind und man auf einen weiteren Dinosaurier gestoßen ist, entscheidet Norsythe, dass die Gruppe sich in höhere Regionen in den Bergen zurückziehen sollte.
Während des Aufstiegs rutscht Nyla aus und verliert die gesamten Nahrungsvorräte. In einer Höhle entdeckt Baylor, der Vizepräsident der Gesellschaft, der die Odyssey gehört, ein Nest voller Eier. Nachdem er eines der Eier gestohlen hat, wird er von einem Centrosaurus angegriffen und getötet. Norsythe lässt die verbliebene Gruppe an einer Stelle haltmachen, die er für leicht zu verteidigen hält. Schiffsingenieur Jim glaubt, sie seien auf dem Planeten gefangen. Er macht den Vorschlag, eine neue Zivilisation zu begründen. Norsythe hingegen glaubt an die Rettung und lässt das Gelände sichern, indem eine Höhle von einer Palisade umsäumt wird.
Nach weiteren Begegnungen, unter anderem mit einer gigantischen Spinne und einem Allosaurus, greift ein großer Tyrannosaurus an, tötet Derna und zerstört die Palisade. Jim kann die Gruppe überzeugen, dass es das Beste sei, den gefährlichen Saurier zu töten. Norsythe macht den Vorschlag, die Leiche eines Polacanthus als Köder zu benutzen und ihn mit den giftigen Beeren einzuschmieren. Doch der Tyrannosaurus greift die Gruppe von hinten an und tötet ein weiteres Gruppenmitglied, Mike. Jims Plan sieht vor, lange spitze Stangen in den Boden zu stecken, ihre Spitzen mit dem Beerengift zu tränken und den Saurier in die Stangen zu locken. Der Plan gelingt, auch wenn Jim beinahe getötet wird.
Jahre vergehen, die Gruppe lebt mittlerweile vom Ackerbau. Chuck und Charlotte haben einen Sohn gezeugt. Charlotte überlegt, ob sie jemals gerettet werden, was Nyla zu dem Kommentar führt, dass das nicht mehr wichtig sei.

## Kritiken
„Der Film ist nicht interessanter als eine Samstagmorgen-Kindersendung, nur die Stop-Motion-Animationen sind lobenswert.“

„Billig produzierter Science-Fiction-Film, in dem allenfalls die Stop-Motion-Animation der Dinosaurier durchschnittlichen Ansprüchen genügt.“

## Auszeichnungen
1980 gewann der Film einen speziellen Saturn Award als bester Film, der für unter einer Million US-Dollar produziert wurde.

## Hintergrund
Die Uraufführung des Films fand am 18. November 1977 auf den Amerikanischen Jungferninseln im Rahmen des Virgin Islands International Film Festivals statt.
Gedreht wurde im Vasquez Rocks Nationalpark bei Agua Dulce in Kalifornien.
Einer der Saurier im Film, der „Rhedosaurus“, ist eine Hommage an den Saurier aus Panik in New York (1953), der von Ray Harryhausen stammte.

## Trivia
- Der Film wurde am 11. Dezember 2015 auf Tele 5 als Teil des Sendeformats Die schlechtesten Filme aller Zeiten ausgestrahlt.